# Emma Vilarasau
Emma Vilarasau, née le 6 avril 1959 à Sant Cugat del Vallès (province de Barcelone), est une actrice espagnole

## Biographie
Elle a étudié à l'université Del Teatre, à Barcelone. Après avoir travaillé sur plusieurs pièces de théâtre, elle est devenue célèbre grâce au rôle de Eulàlia dans la série télévisée Nissaga de poder. Elle a joué dans de nombreux films pour la télévision et le cinéma.
Elle est mariée à l'acteur Jordi Bosch, avec qui elle a eu deux fils : Jordi (né en 1992) et Marc (né en 1995).

## Filmographie
- 1987 : Una nit a Casa Blanca : Geltra
- 1993 : La febre d'Or : Rosita
- 1997 : Ni tan siquiera tienes los ojos azules : Mother
- 1997 : Un caso para dos : Julia
- 1999 : La Secte sans nom (Los sin nombre) : Claudia
- 2001 : Desde la ciudad no se ven las estrellas : Laura
- 2001 : L'illa de l'holandès : Isabel
- 2003 : Utopía : Julie
- 2003 : Las voces de la noche : Cata
- 2005 : Para que no me olvides : Irene
- 2005 : Els peixos del riu Leteo : Filla
- 2006 : Mujeres en el parque : Clara
- 2007 : Jingle Bells : Madre
- 2009 : Nuestras estrategias : Maria
- 2010 : Absència : Maria
- 2010 : Cruzando el límite : Luz
- 2012 : Els nens salvatges : Dir. institut
- 2013 : Desclassificats : Sílvia Utgés
- 2014 : Barcelona : Elena
- 2014 : La Fosse : Laura
- 2024 : Casa en flames

## Récompense
- Prix Gaudí 2025 : meilleure actrice pour Casa en flames[1]